# Kurdyjska biblioteka elektroniczna
Kurdyjska biblioteka elektroniczna – największa kurdyjska biblioteka elektroniczna w Europie. Posiada około 10 tysięcy publikacji w 27 językach, a od dziś funkcjonuje także w zdigitalizowanej formie. W zasięgu internatów znalazła się na razie część zbiorów – książek i artykułów, ale stopniowo dostęp do zasobów biblioteki ma się rozszerzać, również o nagrania muzyczne, wywiady i filmy.
Biblioteka w Paryżu jest pierwszą elektroniczną biblioteką w świecie kurdyjskiej kultury. Nie ulega jednak wątpliwości, że stwarza również ogromne możliwości badawcze dla ludzi z zewnątrz, wszystkich pragnących dowiedzieć się czegoś o Kurdach, ich historii, języku, kulturze, etc. Wyszukiwarka książek i artykułów dostępna jest w języku kurdyjskim, angielskim i francuskim. Dostęp do publikacji jest bezpłatny.